# Fernand Baldet
Fernand Baldet (16 de marzo de 1885 - 8 de noviembre de 1964) fue un astrónomo francés, conocido por sus observaciones del planeta Marte.

## Semblanza
Trabajó con el conde Aymar de la Baume Pluvinel (profesor de las Grandes écoles) observando el planeta Marte desde el Observatorio de Pic du Midi de Bigorre en 1909. Las fotografías resultantes fueron tan precisas, que bastaron para refutar la teoría del astrónomo Percival Lowell que sostenía que Marte poseía canales de agua en su superficie.

## Reconocimientos
- En 1973, la Unión Astronómica Internacional aprobó poner su apellido a un cráter del planeta Marte conocido como Baldet.[1]
- También existe un cráter en su honor en la Luna, denominado también cráter Baldet.